# Bård Borgersen
Bård Borgersen (født 20. maj 1972) er en norsk tidligere professionel fodboldspiller, som blandt andet har spillet for AaB og IK Start. Han er nu en del af trænerteamet for IK Start.
Borgersen fik 10 kampe for det norske landshold og scorede to mål i perioden 2001-2006.